# مانونغال

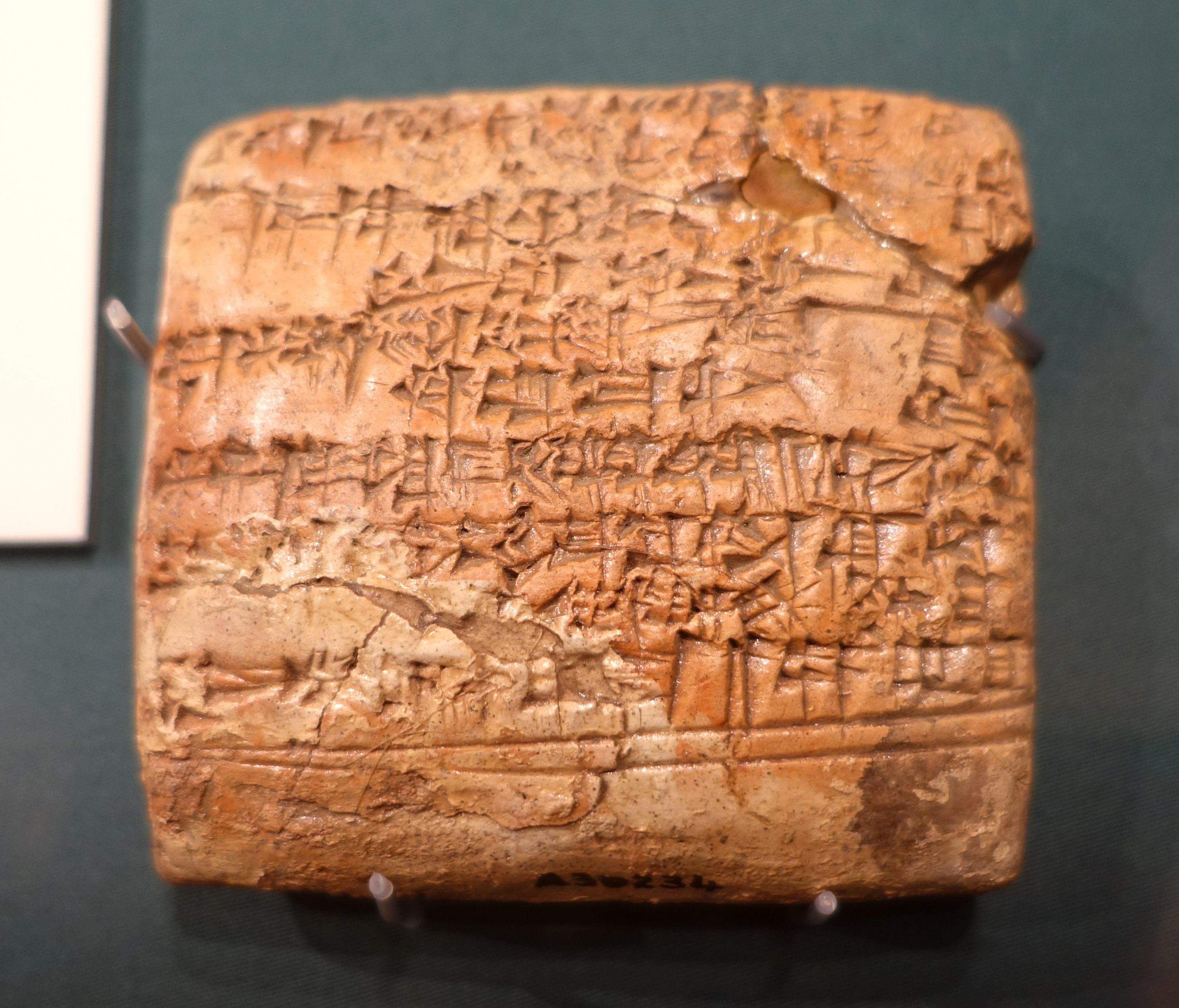
ترنيمة للإلهة نونغال من قبل شخص متهم بارتكاب جريمة يعاقب عليها بالإعدام

مانونغال (معروفة أيضًا بنونغال، ماغالا، مانونا) هي إلهة العالم السفلي والعقاب والسجون، عُبدت من قبل السومريين والبابليين والاكديين. زوجة الإله بيردو، وابنة أرشكيجال، وبالتبني ابنة للإله إنليل. وتلقب بـ«ملكة إيكور» ذُكر بكونها الشخص الذي يحمل لوح الحياة وتدين الناس على أخطائهم في الدنيا.